# John Abercrombie (agrónomo)
Para el músico, véase John Abercrombie.
John Abercrombie (1726, Edimburgo - 1806) fue un agrónomo, botánico y horticultor escocés.
Fue profesor de botánica en la Universidad de Cambridge.
Jugó un rol importante en la renovación de las técnicas de jardinería. Su obra principal, Every Man His Own Gardener: Being a New, and Much More Complete Gardeners Kalendar. Londres: W. Griffin, 1769. Con decenas de ediciones hasta avanzado el siglo XIX.

## Otras publicaciones
- The Universal Gardener and Botanist; or, a General Dictionary of Gardening and Botany 1778.

- The Garden Mushroom 1779.

- The British Fruit Gardener; and Art of Pruning 1779.

- A General System of Trees and Shrubs c. 1780.

- Every Man His Own Gardener, 9.ª ed. 1782.
- La abreviatura «Abercr.» se emplea para indicar a John Abercrombie como autoridad en la descripción y clasificación científica de los vegetales.[3]